# تيم كولينز (لاعب كرة قدم أسترالية)
تيم كولينز (بالإنجليزية: Tim Collins)‏ هو لاعب كرة قدم أسترالية أسترالي، ولد في 24 ديسمبر 1889 في ملبورن في أستراليا، وتوفي في 19 سبتمبر 1971 في Camberwell, Victoria ‏ في أستراليا.

## وصلات خارجية
- تيم كولينز على موقع AustralianFootball.com (الإنجليزية)
- تيم كولينز على موقع AFLtables.com (الإنجليزية)